# ولاية موريلوس
موريلوس (بالإسبانية: Morelos)‏، واسمها رسميا ولاية موريلوس الحرة وذات السيادة (بالإسبانية: Estado Libre y Soberano de Morelos)‏، هي إحدى ولايات المكسيك الواحدة والثلاثين. وهي مقسمة إلى 33 بلدية وعاصمتها كويرنافاكا.
تقع الولاية في جنوب وسط المكسيك. وتحدها ولايات مكسيكو إلى الشمال الشرقي والشمال الغربي، بويبلا إلى الشرق وغيريرو إلى الجنوب الغربي. تقع مدينة مكسيكو سيتي شمال موريلوس.
موريلوس هي ثاني أصغر ولاية في البلاد بعد تلاكسكالا. وكان جزء من إقليم مكسيكو الكبير (ولاية مكسيكو الآن) حتى عام 1869، عندما أصدر بينيتو خواريز مرسوما يفصل فيه الإقليم وسماه موريلوس تكريما لخوسيه ماريا موريلوس إي بافون، الذي دافع عن مدينة كواوتلا ضد قوى النظام الملكي خلال حرب الاستقلال. تتمتع الولاية في معظم مناطقها بمناخ دافئ على مدار السنة، وهو مثالي لزراعة قصب السكر ومحاصيل أخرى. وقد اجتذبت ولاية موريلوس الزوار من وادي المكسيك منذ عصر الأزتك. واليوم، فإن كثيرا من أهالي مكسيكو سيتي يقضون عطلة نهاية الأسبوع في الولاية أو يملكون بيوتا خاصة هناك، وخاصة في منطقة كويرنافاكا.
تعرف الولاية أيضا بالتشينيلو، وهم راقصون بملابس زاهية يظهرون في المهرجانات، خصوصا الكرنفال الذي يحتفل به في عدد من التجمعات المحلية في الولاية. كما أنها موطن للأديرة على سفوح بوبوكاتيبتل، وهو أحد مواقع التراث العالمي.

## أعلام
- مانويل ناخيرا
- باسكوال أورثكو
- خافيير إسترادا غونزاليس
- إيمليانو زاباتا
- جايمي سانشيز فيليز